# Меча (приток Истьи)
Меча — река в России, протекает в Рязанской области. Правый приток Истьи.

## География
Река Меча берёт начало в лесу восточнее села Елшино Пронского района. Течёт в восточном направлении по открытой местности. Устье реки находится ниже посёлка Старожилово в 36 км по правому берегу реки Истьи. Длина реки составляет 27 км, площадь водосборного бассейна 73,8 км².
Левый приток Мечи — река Песочная.

## Данные водного реестра
По данным государственного водного реестра России относится к Окскому бассейновому округу, водохозяйственный участок реки — Ока от города Рязань до водомерного поста у села Копоново, без реки Проня, речной подбассейн реки — бассейны притоков Оки до впадения Мокши. Речной бассейн реки — Ока.
По данным геоинформационной системы водохозяйственного районирования территории РФ, подготовленной Федеральным агентством водных ресурсов:
- Код водного объекта в государственном водном реестре — 09010102212110000025119
- Код по гидрологической изученности (ГИ) — 110002511
- Код бассейна — 09.01.01.022
- Номер тома по ГИ — 10
- Выпуск по ГИ — 0